# Ipothalia lumawigi
Ipothalia lumawigi är en skalbaggsart som beskrevs av Hüdepohl 1987. Ipothalia lumawigi ingår i släktet Ipothalia och familjen långhorningar.
Artens utbredningsområde är Filippinerna. Inga underarter finns listade i Catalogue of Life.